# A75 (Frankrijk)
De A75 is een snelweg die ook wel la Méridienne wordt genoemd, gelegen in Frankrijk tussen de stad Clermont-Ferrand in Puy-de-Dôme en Béziers in Occitanie in het uiterste zuiden van Frankrijk. De weg draagt bij tot de ontsluiting van het Centraal Massief en de verbetering van de plaatselijke verbindingen.
De totale lengte van het traject bedraagt 340 km. De weg doorkruist daarmee zes departementen, te weten: Puy de Dôme, Haute-Loire, Cantal, Lozère, Aveyron en Hérault. Het beroemde Viaduct van Millau over het dal van de Tarn maakt ook deel uit van deze snelweg. De snelweg maakt in zijn geheel deel uit van de Europese weg 11.

## Route
De snelweg doorkruist het gehele Centraal Massief van noord naar zuid. De A75 bereikt een hoogte van 1121 meter bij de Col des Issartets op het vulkanische hoogplateau van de Aubrac en is daarmee de hoogste snelweg van Frankrijk. Bij La Canourgue steekt de autosnelweg de vallei van de Lot over. Ten zuiden hiervan loopt de weg over een drietal hooggelegen plateaus gekend als de Grands Causses waarvan de Causse de Séverac de eerste is.
Bij Millau steekt de snelweg via het viaduct van Millau het dal van de Tarn over zodat men zonder hoogteverlies van de Causse Rouge in het noorden naar de Causse du Larzac in het zuiden kan rijden. De A75 steekt de continentale waterscheiding tussen de Atlantische Oceaan en de Middellandse Zee op een hoogte van 770 meter over nabij het gehucht Servières in de gemeente Le Caylar.

## Aanleg
De aanleg van de snelweg A75 heeft 2,2 miljard euro gekost (omgerekend 6,5 miljoen euro per kilometer snelweg) die deels gefinancierd is door de Franse Staat, deels door de tolheffing voor de brug bij Millau en deels door de opbrengsten van de A9. Het grootste deel van de snelweg werd gebouwd tussen 1990 en 2004 (het openingsjaar van het Viaduct van Millau). In december 2010 is het laatste ontbrekende stuk, tussen Béziers en Valros, geopend.

## Knooppunten
- Met de A71 bij Clermont-Ferrand.
- Met de A711 ook bij Clermont-Ferrand.
- Met de A750 richting Montpellier
- Met de A9 bij Béziers

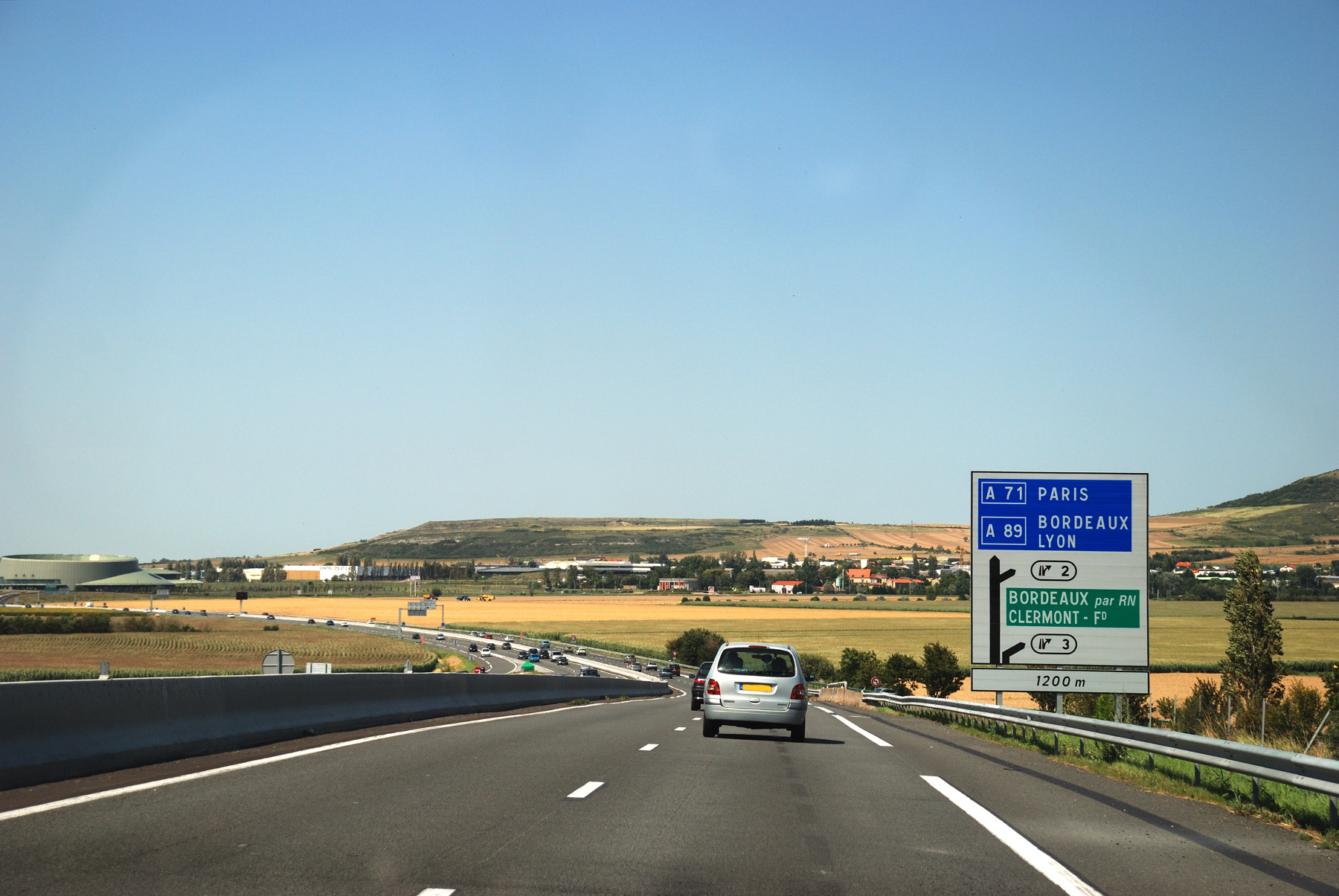
De A75 in de buurt van Clermont-Ferrand
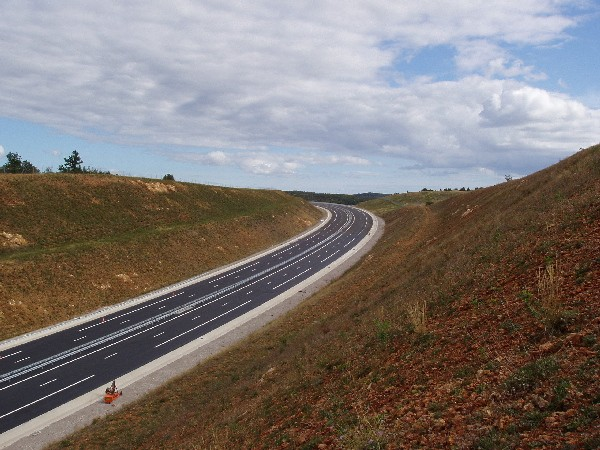
De A75 op de Causse du Larzac, ten noorden van Le Caylar
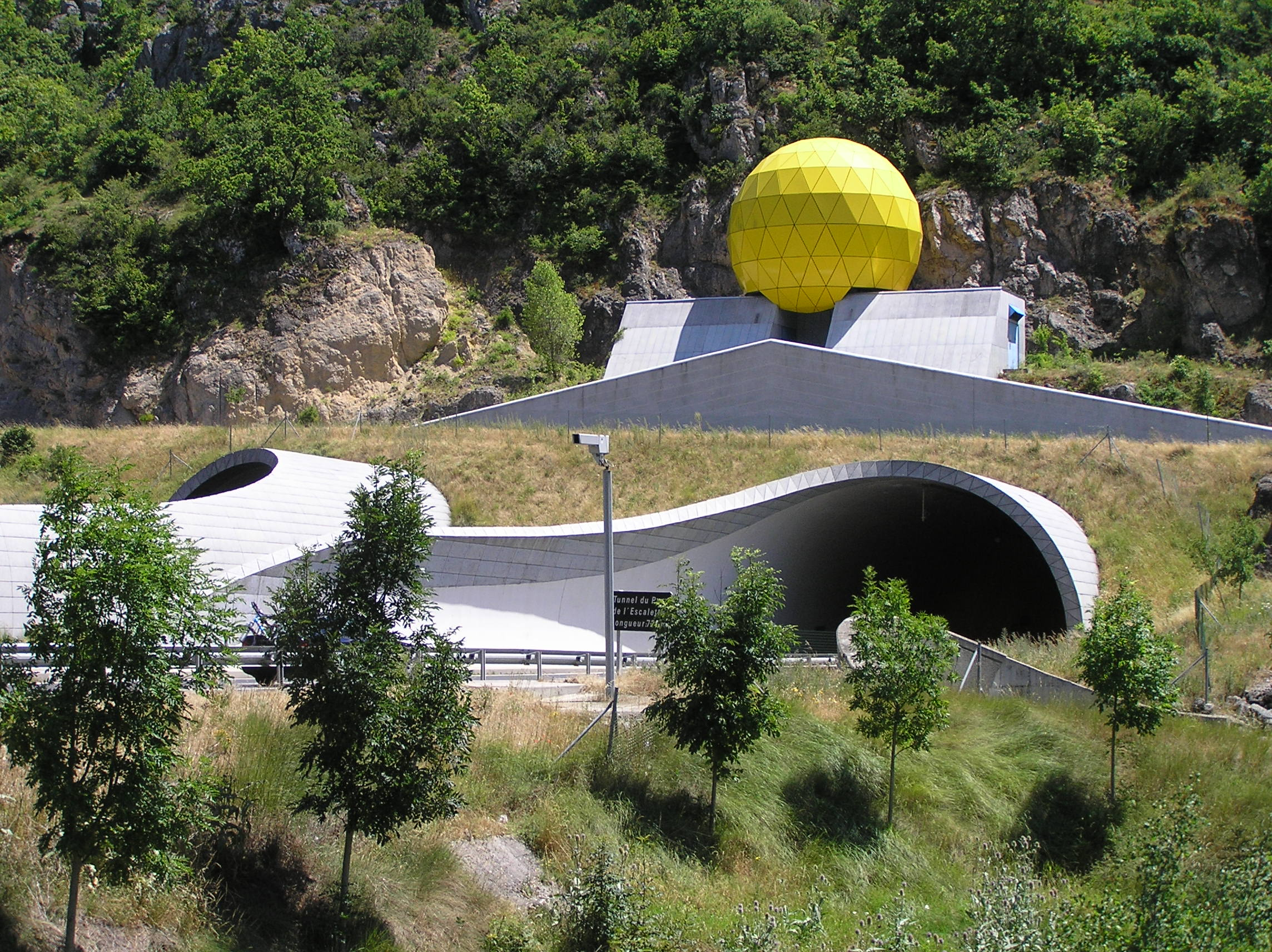
Tunnel du Pas de l'Escalette (net ten zuiden van Le Caylar): de start van de afdaling richting Middellandse Zee